# Cylindromyia munita
Cylindromyia munita är en tvåvingeart som först beskrevs av Townsend 1926.  Cylindromyia munita ingår i släktet Cylindromyia och familjen parasitflugor. Inga underarter finns listade i Catalogue of Life.